# انجمن سفر خانواده
انجمن سفر خانواده (به انگلیسی: Family Travel Forum) یک اجتماع اینترنتی برای مسافران پیاپی است که بر خانواده‌های دارای فرزند تمرکز دارد. از اعضای ثبت نام شده در جامعه، ۷۵ درصد زنان دارای فرزند هستند.
شرکت رسانه‌ای آمریکایی انجمن سفر خانواده به ثبت رسیده. که مالک انجمن است، هم راهنماهای مسافرت چاپی و هم آنلاین را منتشر می‌کند که در آن کارشناسان سفر و اعضای ثبت نام شده می‌توانند ایده‌ها و توصیه‌های سفر را ارسال کنند. تارنمای مسافرتی FamilyTravelForum.com شامل بررسی‌ها و اطلاعاتی در مورد مقصد تعطیلات برای خانواده‌های دارای فرزندان در سنین مختلف است. این سایت در سال ۲۰۰۹ جایزه ماژلان را برای برتری در راهنمای سفر آنلاین دریافت کرد.